# 和歌山県道206号文里湊線
和歌山県道206号文里湊線（わかやまけんどう206ごう もりみなとせん）は、和歌山県田辺市を通る一般県道である。

## 概要
田辺市文里1丁目から田辺市湊に至る。
和歌山地方裁判所田辺支部や田辺扇ヶ浜海水浴場の脇を通る。田辺バイパス（国道42号区間）以外では、田辺市内では珍しく中央分離帯付きの片側2車線部分を備えた区間を有する道路でもある。
本道路の片側2車線部分の終端付近から文里湾に架橋をし、神島台交差点付近まで接続する文里湾横断道路が2020年（令和2年）に事業化された。

### 路線データ
- 起点：和歌山県田辺市文里1丁目（和歌山県道211号文里港線交点）
- 終点：和歌山県田辺市湊（湊交差点、和歌山県道29号田辺龍神線・和歌山県道31号田辺白浜線起点、和歌山県道32号紀伊田辺停車場線終点）
- 実延長：2.699 km

## 路線状況

### 文里湾横断道路
田辺市街地の海岸部から白浜町方面に移動する場合、途中で文里湾が内陸深くまで入り込んでおり大きく迂回する必要があり時間がかかり、また市街地方面からの自動車が橋谷交差点に集中するため渋滞の原因にもなっている。
これらの問題を解決し、白浜町方面との行き来をしやすくすることで田辺市中心部の観光振興や市街地活性化につなげ、さらに田辺市街地から基幹病院である国立病院機構南和歌山医療センターへのアクセスを改善するため、本道路から文里湾に架橋をし、神島台交差点付近に接続する文里湾横断道路構想が田辺市関係者を中心にかねてより要望されていた。
予算の問題もあり一時は夢物語とされていたものの、2019年（令和元年）7月に田辺市の都市計画に追加され、2020年（令和2年）に和歌山県によって事業化された。
完成時期は未定。幅員は14 mで、3 mの車道が2車線、両側に2.5 mの歩道と1.5 mの自転車通行帯が作られる。
延長は1,720 mで橋の長さは700 m。文里湾に停泊する船舶の航行の支障にならないよう橋の桁下高さは25 mになる予定である。
また、現在の文里周辺には避難所となる高台がないため、南海トラフ巨大地震などの際には本架橋が避難所としても活用される予定となっている。

## 地理

### 通過する自治体
- 和歌山県
  - 田辺市

### 交差する道路
| 交差する道路                                                                     | 交差する場所 | 交差する場所    |
| -------------------------------------------------------------------------------- | ------------ | --------------- |
| 和歌山県道211号文里港線                                                          | 文里1丁目    | 起点            |
| 和歌山県道29号田辺龍神線 和歌山県道31号田辺白浜線 和歌山県道32号紀伊田辺停車場線 | 湊           | 湊交差点 / 終点 |

### 沿線
- 和歌山県立神島高等学校
- 田辺扇ヶ浜海水浴場
- 和歌山地方裁判所田辺支部
- JR西日本紀勢本線 紀伊田辺駅